# Санта-Клаус
Санта-Клаус (англ. Santa Claus) — рождественский дед, отождествляемый с образом Николая Чудотворца, западноевропейский и североамериканский волшебный (фольклорный) персонаж, который дарит подарки детям на Рождество Христово.
Не существует единого мнения по поводу того, какое место следует считать родиной Санта-Клауса: Лапландию или ближайшие окрестности Северного полюса.

## Происхождение Санта-Клауса

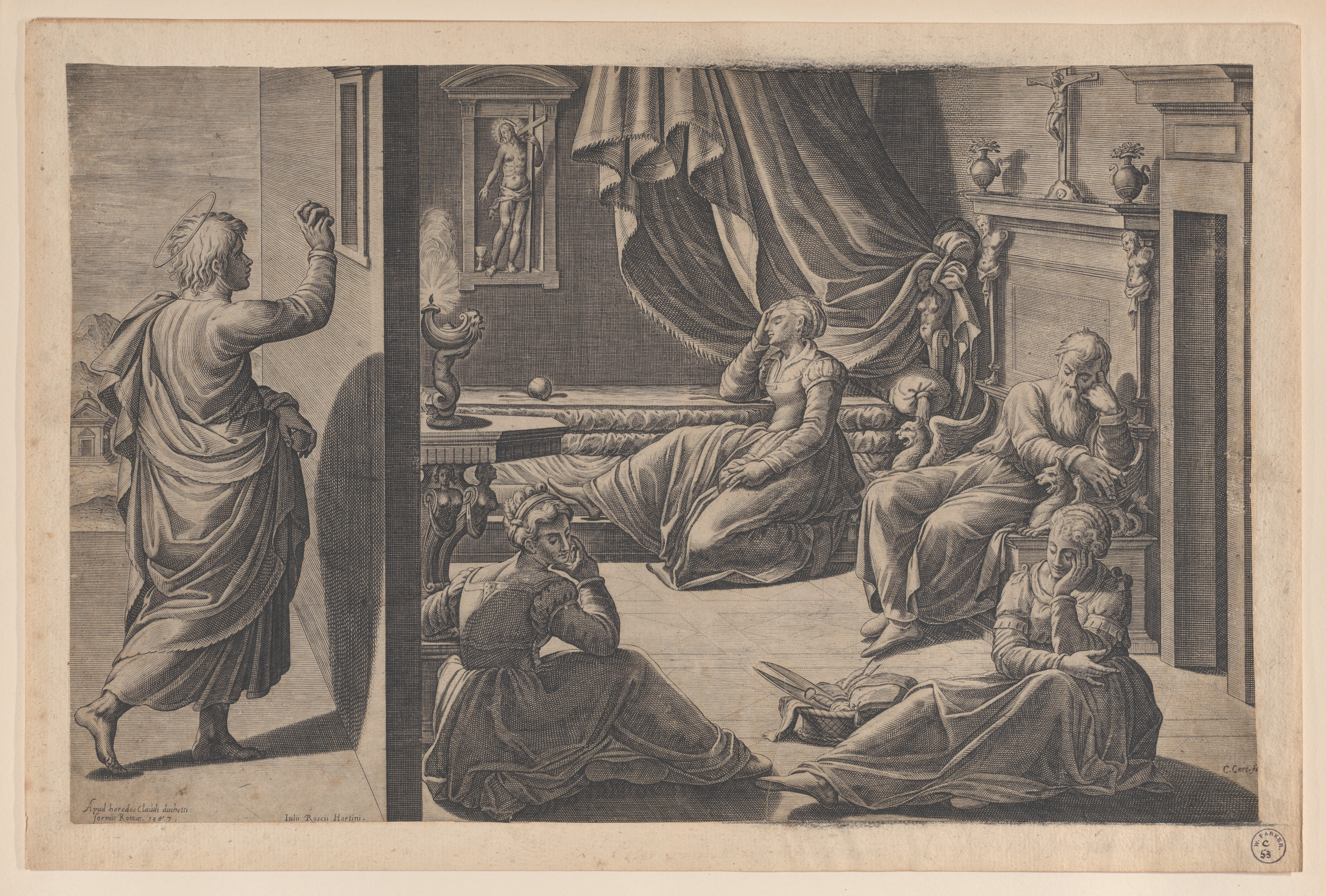
Святой Николай подбрасывает бедным девушкам кошелёк, гравюра 1587 г.

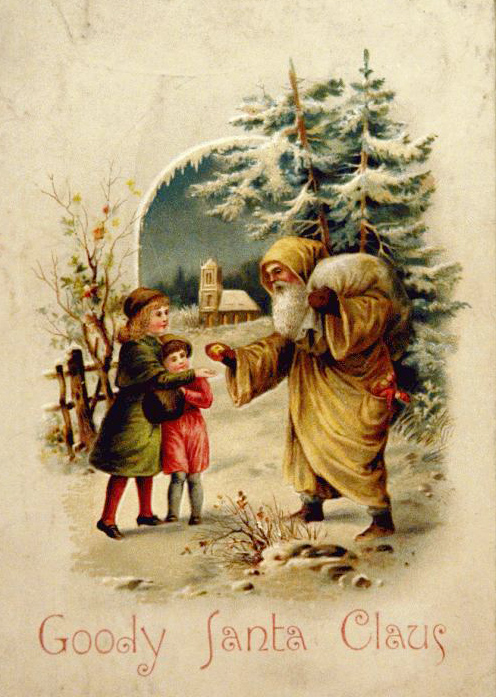
Сентиментальный Санта-Клаус, 1889 г.

Прообразом Санта-Клауса (Санта — «святой», Клаус — «Николай») является общехристианский святой Николай Чудотворец, или Николай Мирликийский, епископ Мир Ликийских (около 270—около 345). Согласно житию, святой Николай ночью подкинул кошелёк с деньгами в дом некоего бедного горожанина, который, имея трёх дочерей и не имея денег на приданое, задумал продать одну из них в публичный дом, чтобы иметь возможность выдать остальных (детям рассказывали про тайный подарок на приданое бедной девушке). На западноевропейской почве возникла легенда, что святой Николай бросил кошелёк в каминную трубу и он упал в чулок, оставленный для просушки перед камином. Первоначально 6 декабря, в день святого Николая по церковному календарю, в странах Европы было принято дарить детям подарки от его имени, причём подарки подкладывали ночью в чулки. Однако в период Реформации, когда не одобрялось почитание святых, в Германии и сопредельных странах персонажем, который раздаёт подарки, стал Младенец Христос, а день их вручения был перенесён с 6 на 24 декабря, то есть на время рождественских ярмарок. В период Контрреформации подарки детям снова стали вручаться от имени святого Николая, однако теперь это происходило уже в конце декабря, на Рождество. Но в некоторых европейских странах ещё остаются в силе более старые традиции. Так, в Нидерландах, где имя святого Николая произносят как Синтаклаас, малыши могут получать подарки от его имени и на 5 декабря, и на Рождество.
Именно благодаря голландским колонистам, основавшим в 1650-х годах поселение Новый Амстердам, ныне превратившееся в город Нью-Йорк, образ святого Николая попал на североамериканский континент. При этом английские пуритане, осваивавшие Северную Америку, Рождество не отмечали.
В 1809 году в свет вышла «История Нью-Йорка» американского писателя Вашингтона Ирвинга, в котором тот рассказывал о временах голландского правления, упомянув и обычай чествования святого Николая в Новом Амстердаме.

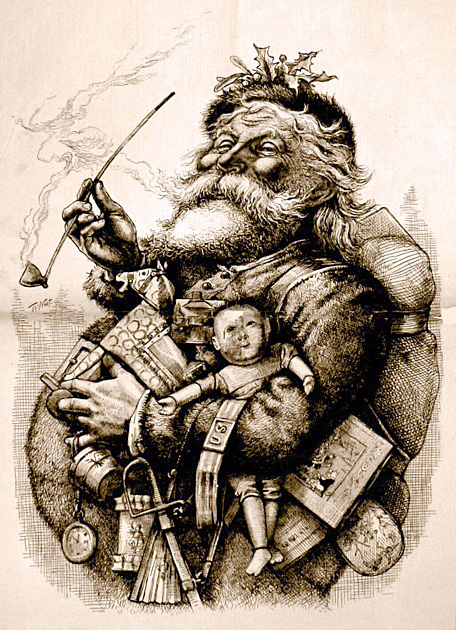
Санта-Клаус на рисунке Томаса Наста (1881). Поэт Клемент Кларк Мур и художник Т. Наст оказали сильное влияние на современные представления об этом персонаже.

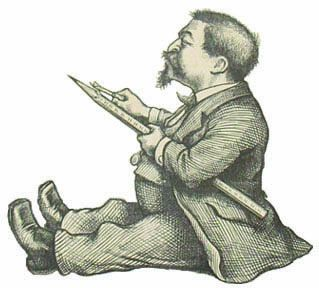
Томас Наст, автопортрет XIX века.

В 1822 году преподаватель восточной и греческой литературы в Колумбийском университете Клемент Кларк Мур сочинил для своих детей стихотворную рождественскую сказку, повествующую о Санта-Клаусе — сказочном персонаже, дарящем детям подарки. В канун Рождества 1823 года поэма была опубликована в газете Sentinel под названием «Ночь перед Рождеством, или визит Святого Николая». Ставшая очень популярной, поэма была переиздана в 1844 году. В документальной программе «Легенды Санты», вышедшей в 2000-х годах на американском телеканале History Channel, утверждалось: «Благодаря перу Клемента Мура святой Николай превратился в Санта-Клауса» и «к 1840-му году практически все американцы знали, кто такой Санта-Клаус. Этого забавного старика подарил нам Клемент Мур». В этом же стихотворении впервые были упомянуты восемь из классической девятки оленей Санта-Клауса.
В 1863 году знаменитый американский художник Томас Наст, работавший в журнале Harper’s Weekly, использовал персонаж Санта-Клауса, нарисованный по мотивам книги Клемента Кларка Мура, в серии своих политических карикатур — в виде героя, дарящего подарки. Персонаж приобрёл популярность, и позднее Наст выпустил множество забавных рисунков для детей с весёлыми сценками из жизни Санта-Клауса — в журнале Harper’s Weekly и других изданиях. В своих рисунках Наст придумал и подробно живописал быт Санты.
Художник впервые упомянул о том, что Санта живёт на Северном полюсе и ведёт специальную книгу, куда записывает хорошие и плохие поступки детей. По рисункам Наста можно проследить постепенную трансформацию облика Санты: от толстого пожилого эльфа в меховом костюме к более реалистичному и весёлому персонажу в полушубке. Как указывает телеканал History Channel, «Наст срисовал Санта-Клауса с себя». Художник был упитанным человеком небольшого роста, с большими усами и широкой бородой.
Первоначально полушубок Санты на рисунках Наста был коричневого цвета, однако почти сразу, в процессе выхода новых рисунков, стал приобретать красноватый оттенок. «Красный цвет полушубка Санты не несёт никакой смысловой нагрузки», — отмечает History Channel в своём исследовании «Легенды Санты».
В 1931 году компания «Кока-кола» запустила рекламную кампанию для увеличения продаж прохладительных напитков в зимнее время. При этом она предложила более современный облик Санты, разработанный Хэддоном Сандбломом. Именно этому художнику принадлежит заслуга создания образа обаятельного Санта-Клауса, узнаваемого и очень популярного во всём мире. Его изображения стали самыми удачными из тех, что были представлены ранее многими художниками под влиянием поэмы Клемента Кларка Мура и рисунков Томаса Наста.

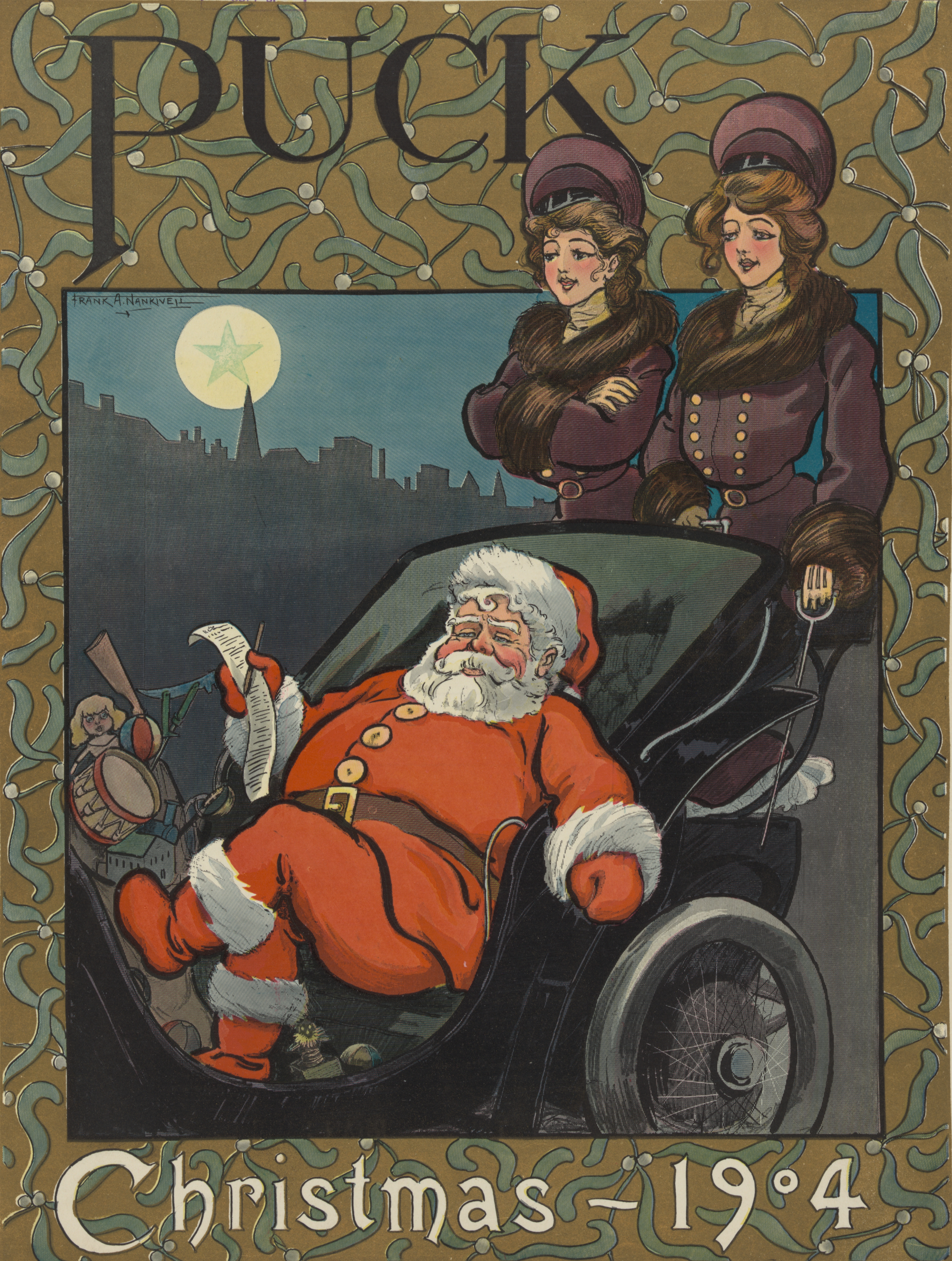
Санта-Клаус в виде эльфа на обложке журнала «Пак» (Puck), 1904 г.

Костюм Санты-Клауса в трактовке Сандблома был красным, с белой опушкой из меха. Но приоритет в использовании такого сочетания цветов в одежде сказочного персонажа вовсе не принадлежит компании «Кока-Кола»: гораздо раньше Санта, одетый подобным образом, появился на нескольких обложках юмористического журнала «Пак» (Puck) (1902, 1904 и 1905 годы) и на плакатах, рекламирующих напитки компании White Rock Beverages (1915 и 1920-е годы).

## Транспорт Санта-Клауса

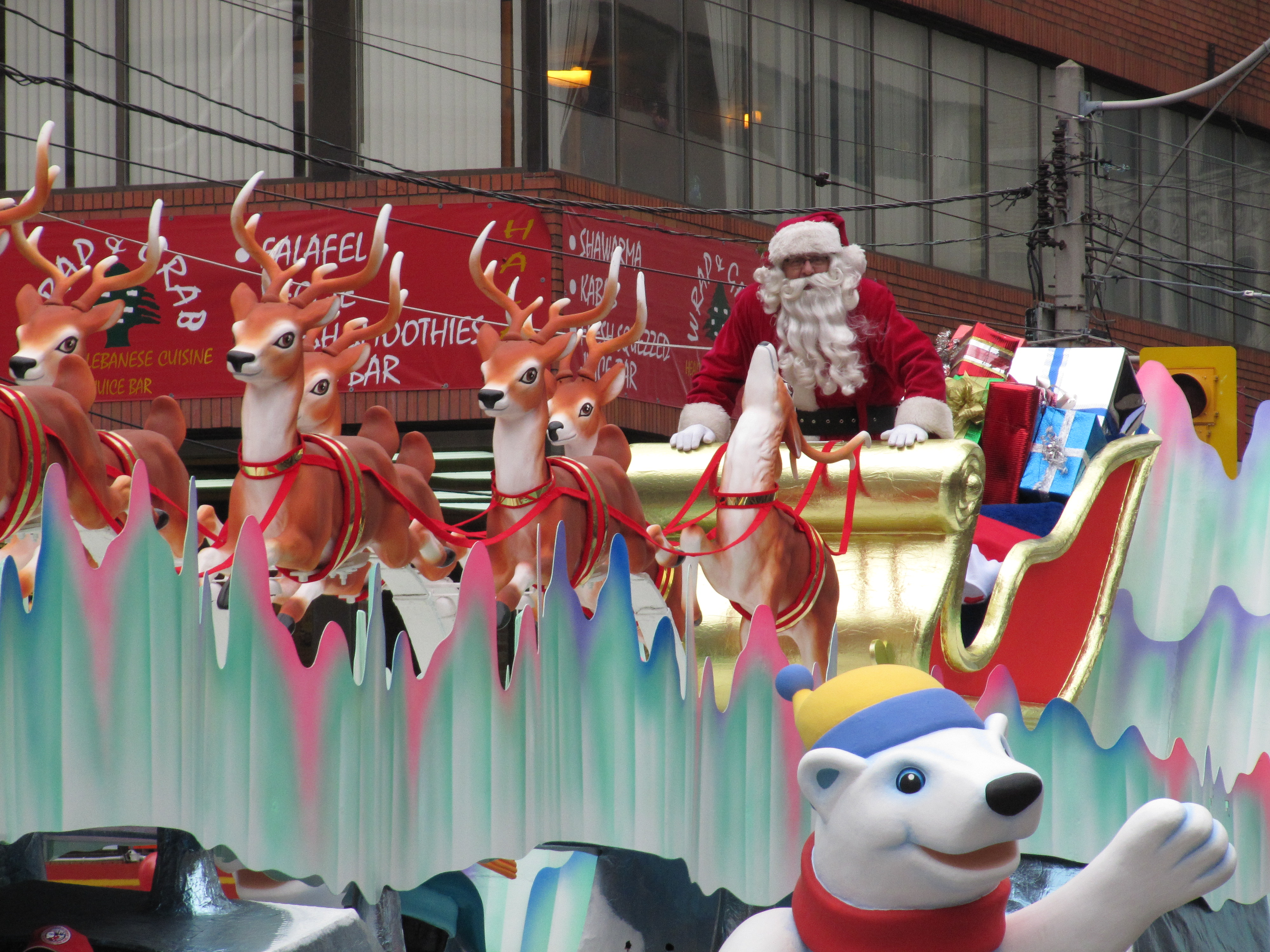
Санта-Клаус с группой упряжных оленей.

Принято считать, что передвигается Санта-Клаус на санях, запряжённых оленями:
- Дэшер («Стремительный»),
- Дэнсер («Танцор»),
- Прэнсер («Гарцующий»),
- Виксен («Сварливый»),
- Комет («Комета»),
- Кюпид («Купидон»),
- Доннер (Дандер) (от нем. и нидерландского «Гром»)
- Блитцен (Бликсем) (от нидерланд. «Молния»).

Эти имена впервые прозвучали в 1823 году в стихотворении «Ночь перед Рождеством». Позднее в американский фольклор вошёл ещё один олень — Рудольф, который стоит во главе упряжки и имеет светящийся красный нос. Он появился в результате чикагской рекламной акции 1939 года.

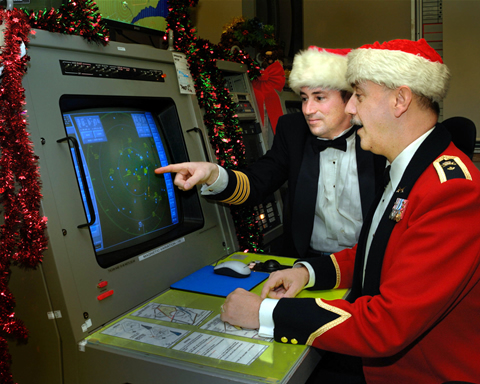
Офицеры на КП готовятся к радиолокационному сопровождению Санта-Клауса.

В 1955 году под эгидой Командования воздушно-космической обороны Северной Америки (NORAD) была создана развлекательная рождественская программа NORAD Tracks Santa, в ходе которой система NORAD следит за вымышленными перемещениями саней Санта-Клауса, о чём сообщает в средствах массовой информации, по телефону горячей линии и на сайте в интернете.

## Спутники Санта-Клауса
В различных традициях Санта-Клаус появляется в сопровождении других персонажей, добрых или злых. Так, в фольклоре альпийского региона спутником и одновременно антиподом Св. Николая является косматый и рогатый Крампус, который пугает и наказывает непослушных детей.